# Voetbalkampioenschap van Midden-Elbe 1905/06
In 1905/06 werd het eerste Voetbalkampioenschap van Midden-Elbe gespeeld. De competitie volgde de competitie op die voorheen door de Maagdenburgse voetbalbond georganiseerd werd. Deze bond ging op in de Midden-Duitse voetbalbond. Magdeburger FC Viktoria 1896 werd kampioen en plaatste zich voor de Midden-Duitse eindronde. De club verloor meteen met 5-0 van VfB Leipzig.

## 1. Klasse
| Plaats | Club                                 | Wed. | W | G | V | Saldo | Ptn. |
| ------ | ------------------------------------ | ---- | - | - | - | ----- | ---- |
| 1.     | Magdeburger FC Viktoria 1896         | 8    | 8 | 0 | 0 | 47:6  | 16:0 |
| 2.     | FuCC Cricket-Viktoria 1897 Magdeburg | 8    | 6 | 0 | 2 | 32:19 | 12:4 |
| 3.     | Magdeburger SC 1900                  | 8    | 3 | 0 | 5 | 14:32 | 6:10 |
| 4.     | Magdeburger SC Germania 1898         | 8    | 3 | 0 | 5 | 17:34 | 6:10 |
| 5.     | FC Weitstoß 1898 Magdeburg           | 8    | 0 | 0 | 8 | 3:22  | 0:16 |

|  | Kampioen, geplaatst voor Midden-Duitse eindronde |